# 鑽挖式隧道


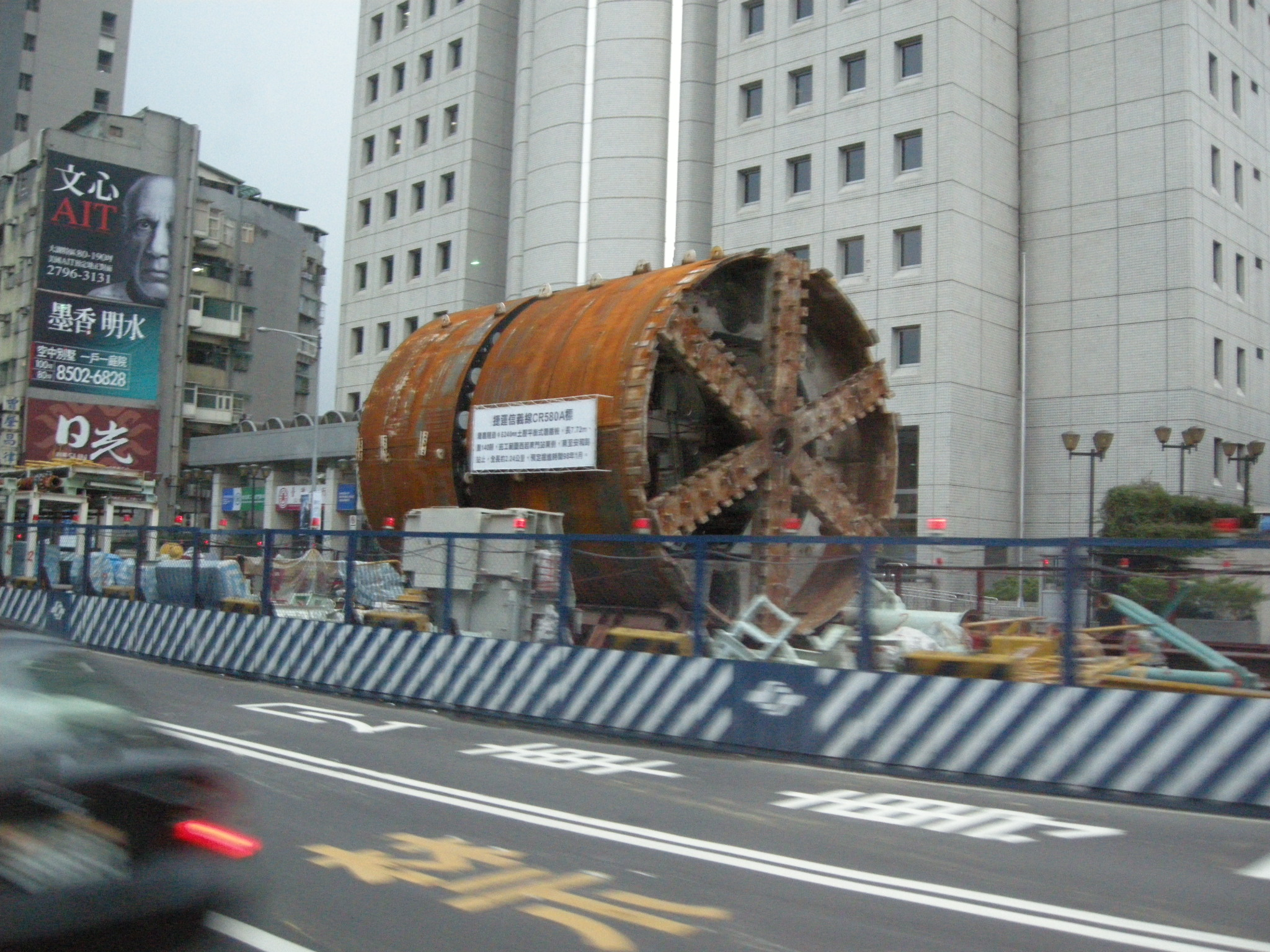
台北捷運信義線的隧道鑽挖機

是一种建造隧道的方法，這種方法適用在建造软土地层或含水量很高的地层掘进隧道。盾构（shielding）是用于保护地层稳定的掘进机的防护结构，材质为混凝土、铸铁或钢制。实际上盾构为掘进机提供了工作时的临时支撑。
以全斷面隧道鑽掘機（TBM）（盾构机）施工，稱作全斷面隧道鑽掘工法。歷史上英、法兩國正是使用此法來穿越英吉利海峽的海床，修建英法海峽隧道。

## 建造程序

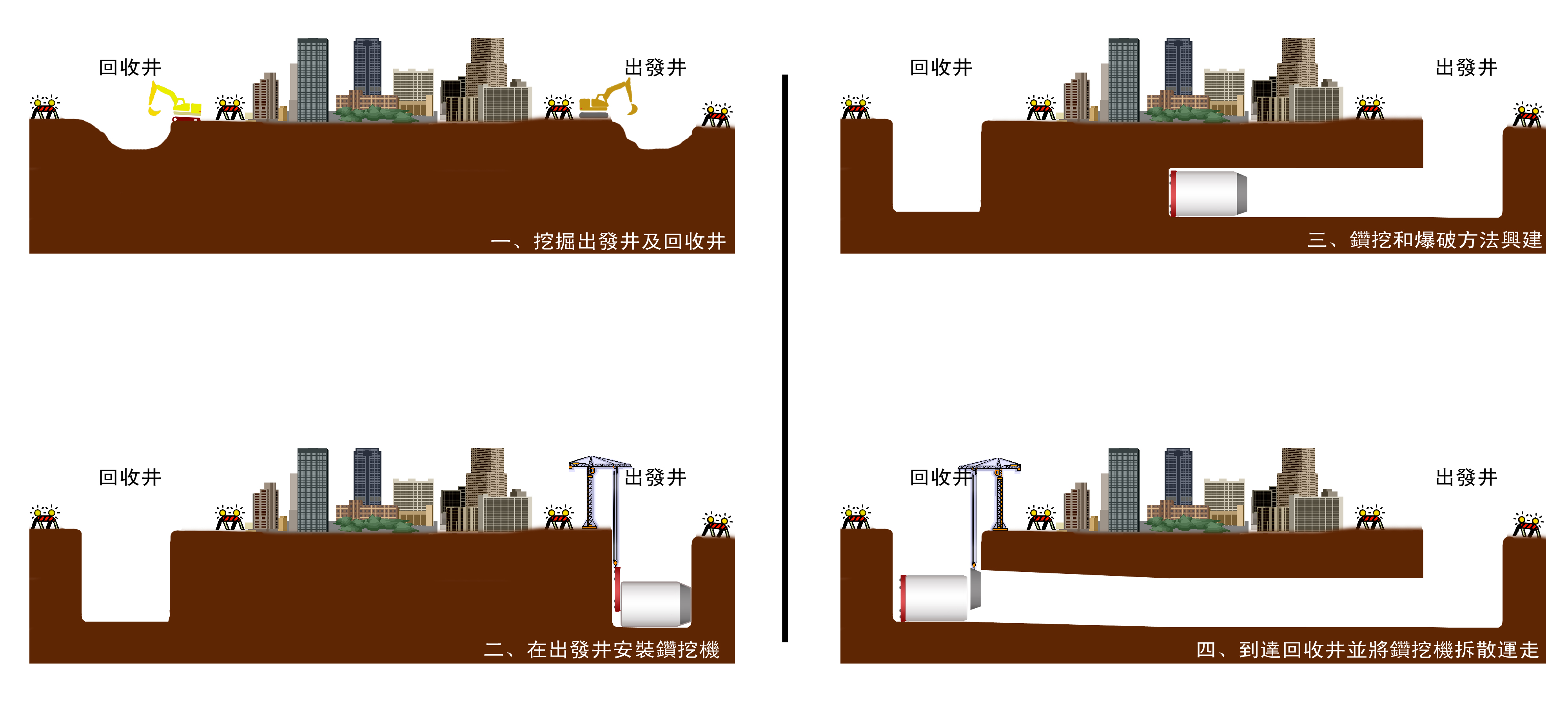
建造程序（按圖放大觀看）

1. 在起點挖掘出發井及在目的地挖掘回收井
2. 在出發井安裝隧道鑽挖機
3. 用鑽孔和爆破的方法興建
4. 到達回收井
5. 將隧道鑽挖機拆散運走

註：如果建造穿山隧道，無需挖掘出發井及回收井

## 優點
- 除出發井及回收井處外，居民及路面交通一般不受影響

## 缺點
- 可能出現沉降
- 只可以鑽挖深層隧道
- 遇上複雜的地質時，潛盾機可能卡在其中或是機件損壞，甚至要被迫放弃潛盾機并更改隧道挖掘路线，因而延長工期或提高施工成本
- 潛盾機移動後，如果基樁連續壁施工不完全，可能引發隧道崩塌與地層下陷

## 例子

### 已經完成的工程
- 上海轨道交通所有地下路線
- 延安东路隧道
- 啟德雨水轉運計劃[1]
- 龍山隧道北段（其餘部分採鑽爆工序）
- 屯門至赤鱲角連接路（香港第一條不採用沉管式而改用隧道鑽挖機興建的海底隧道）
- 港鐵港島綫
- 港鐵屯馬綫葵青隧道
- 高雄捷運紅線地下段、半屏山隧道
- 英法海峽隧道
- 雪山隧道（部分路段）
- 台北捷運 松山機場站-中山國中、昆陽-南港車站、三民高中站-蘆洲站
- 沙田至中環綫（共使用6台隧道鑽挖機）馬仔坑遊樂場至鑽石山站、鑽石山站至啟德站、土瓜灣站至何文田站（分上下行隧道）、會展站至金鐘站路段。
- 淨化海港計劃二期甲
- 中九龍幹線（施工用先導隧道）

- 澳門輕軌橫琴線蓮花河河底隧道

## 外部連結
- （經典）香港地鐵（現為港鐵）興建工程 Part3 （页面存档备份，存于）：有關鑽挖式隧道的建造方法